# ريوتا ساكاتا
ريوتا ساكاتا (باليابانية: 坂田 良太) (مواليد 25 فبراير 1992)، هو لاعب كرة قدم ياباني سابق كان يلعب كمدافع.

## وصلات خارجية
- ريوتا ساكاتا على موقع رابطة كرة القدم اليابانية للمحترفين (اليابانية)
- ريوتا ساكاتا على موقع قاعدة بيانات كرة القدم.إي يو (الإنجليزية)
- ريوتا ساكاتا على موقع Soccerway.com (الإنجليزية)
- ريوتا ساكاتا على موقع عالم كرة القدم.نت (الإنجليزية)